# PRIMERGY
PRIMERGY（プライマジー）は、富士通のコンピュータのブランド名、または、冠ブランド名である。

## 概要
- 単にPRIMERGYと表記した場合、GRANPOWER 5000（GP5000シリーズ）の後継である、富士通のPCサーバを指す。
- 富士通のIAサーバの冠ブランド。PRIMERGY 6000と表記した場合、GRANPOWER 6000（GP6000シリーズ）の後継である富士通のオフコンを指す。なお、PRIMERGYとPRIMERGY 6000の間には、動作互換性はない。

## シリーズ名の遍歴
- FMサーバ → GRANPOWER 5000（GP5000シリーズ） → PRIMERGY（PCサーバ）
- FACOM Kシリーズ → GRANPOWER 6000（GP6000シリーズ） → PRIMERGY 6000（富士通のオフコン）

## 脚註
1. ↑  株式会社インプレス (2023年1月13日). “富士通、第4世代Xeonスケーラブルプロセッサーを搭載したPCサーバー「PRIMERGY」新モデルを発表”. クラウド Watch. 2023年9月5日閲覧。